# Liste des cantons du Loiret (1801-1806)

Localisation du département français du Loiret sur une carte de France.

La liste des cantons du Loiret (1801-1806) présente l'ensemble des cantons du département français du Loiret, leur arrondissement de rattachement et leur composition en communes, sous le Consulat et le Premier Empire, pour la période allant de 1801 à 1806.

## Histoire
Le Loiret en tant que département, rassemblant des cantons et des districts est créé en 1790.
Peu de temps après leur création, les cantons sont supprimés, en tant que découpage administratif, par une loi du 26 juin 1793. Ils ne conservent qu'un rôle électoral. Mais, après la chute de Robespierre le 9 thermidor an II (27 juillet 1794), les mesures de circonstance de la Convention sont annulées par la Constitution du 22 août 1795 (5 fructidor, an III), dite « de la République bourgeoise ». La Constitution supprime les districts, rouages administratifs liés à la Terreur, et renforce le rôle des cantons, qu'elle vient de recréer. La loi du 28 pluviôse an VIII (17 février 1800) crée des arrondissements dans 98 départements, dont 371 dans les 89 départements correspondant au territoire de la Constitution de 1793. À la même date, le nombre des cantons (correspondant au même territoire) est ramené à 2 916. Dans le Loiret, le nombre de cantons est ainsi ramené de 59 à 31.
Depuis la création du département, le découpage cantonal du Loiret a subi plusieurs changements notables. Le nombre de cantons est passé successivement de 59 en 1790 à 31 en 1801, 29 en 1806, 37 en 1973, 41 en 1982 et 21 en 2015.

## Liste des cantons et arrondissements du Loiret (1801-1806)
| Arrondissement   | Nb cantons | Nom canton                   | Communes |
| ---------------- | ---------- | ---------------------------- | --- |
| 1er - Pithiviers | 5          | Bazoches-les-Gallerandes     | Acheres, Allainville, Andonville, Attray, Autruy, Bazoches-les-Gallerandes, Boisseaux, Charmont, Châtillon, Chaussy, Crottes, Erceville, Faronville, Gironville, Grigneville, Guignonville et Bazinville, Izy, Jouy, Léonville, Montigny, Oison, Outarville, Saint-Péravy-Épreux, Teillay-Saint-Benoît, Tillay-le-Gaudin, Tivernon |
| 1er - Pithiviers | 5          | Beaune                       | Auxy, Barville, Batilly, Beaune, Bois-commun, Bordeaux, Bouilly, Chambon, Chemault, Courcelles, Courcy, Egry, Gaubertin, Juranville, Limiers, Lorcy, Saint-Loup, Saint-Michel, Montbarois, Montliard, Nancray, Nibelle, Saint-Sauveur, Vrigny                                                                                      |
| 1er - Pithiviers | 5          | Malesherbes                  | Audeville, La Brosse, Cezarville, Coudray, Dossainville, Engenville, Gollainville, Intville-la-Guitard, Mainvilliers, Malesherbes, Manchecoures, Montville, Morville, Nangeville, Orvau, Pannecières, Ramoulu, Rouville, Rouvres, Sermaises, Thignonville, Trézan                                                                  |
| 1er - Pithiviers | 5          | Pithiviers                   | Ascoux, Boudaroy, Le Bourg-l'Abbaye, Bouzonville, Boyne, Chilleurs-aux-Bois, Écrennes, Etouy, Givraines, Guigneville, Laas, Mareau-aux-Bois, Marsainvilliers, Pithiviers, Pithiviers-le-Vieil, Sauteau, Sébouville, Souville, Yèvre-la-Ville, Yèvre-le-Châtel                                                                      |
| 1er - Pithiviers | 5          | Puiseaux                     | Angerville-la-Rivière, Aulnay-la-Rivière, Boësse, Briarre, Bromeilles, Desmons, Dimancheville, Echilleuse, Grangemont, La Neuville, Ondreville, Orville, Puiseaux, Villereau |
| 2e - Montargis   | 7          | Bellegarde                   | Auvillier, Beauchamps, Bellegarde, Chapelon, Fréville, Ladon, Méziere, Moulon, Nesploy, Ouzoner-sur-Bellegarde, Quiers, Villemoutiers, |
| 2e - Montargis   | 7          | Château-Renard               | Château-Renard, Chuelles, Douchy, Saint-Firmin-des-Bois, Saint-Germain, Gy-les-Nonains, Melleroy, Moncorbon, La Selle-en-Hermoye, Triguerres |
| 2e - Montargis   | 7          | Châtillon-sur-Loing          | Aillant-sur-Milleron, La Chapelle-sur-Aveyron, Le Charme, Châtillon-sur-Loing, Corterat, Dammarie-sur-Loing, Sainte-Geneviève-des-Bois, Saint-Maurice-sur-Aveyron, Montbouï, Montcresson, Nogent-sur-Vernisson, Précigny, Sottère                                                                                                  |
| 2e - Montargis   | 7          | Courtenay                    | Bazoches, Chantecoq, La Chapelle-Sépulcre, La Celle-sur-le-Bied, Courtemaux, Courtenay, Erreveauville, Foucherolles, Saint-Hilaire-les-Andresis, Saint-Loup-de-Gonnois, Louzouer, Mérinville, Pers, Rozoy-le-Vieil, Thorailles |
| 2e - Montargis   | 7          | Ferrières                    | Le Bignon, Chevannes, Chevry, Corbeilles, Courtempierres, Dordives, Ferrières, Fontenay, Girolles, Gondreville, Griselles-les-Ferrières, Mignère, Mignerette, Nargis, Préfontaine, Sceaux, Treilles |
| 2e - Montargis   | 7          | Lorris                       | Chailly, Changy, Coudroy, La Cour-Marigny, Saint-Hilaire-sur-Puiseaux, Lorris, Noyers, Oussoy, Ouzouer-des-Champs, Presnoy, Thimory, Varennes, Vieilles-Maisons |
| 2e - Montargis   | 7          | Montargis                    | Amilly, Saint-Firmin-des-Vignes, Cepay, Chalette, Chevillon, Conflans, Corquilleroi, Lombreuil, Maurice-sur-Fessard, Montargis, Mormant, Pannes, Paucourt, Villemandeur, Vimory, Villevoques |
| 3e - Gien        | 5          | Briarre                      | Adon, Batilly, Berteau, Bonny, Briarre, Champoulet, Dammemaire-en-Puisaye, Écrignelles, Faverolles, Feins, La Bussière, Ousson, Ouzouer-sur-Trazée, Thou |
| 3e - Gien        | 5          | Châtillon-sur-Loire          | Autry, Beaulieu, Cernoy, Châtillon-sur-Loire, Saint-Firmin, Pierrefite-ès-Bois |
| 3e - Gien        | 5          | Gien                         | Arablay, Boismorand, Saint-Brisson, Les Choux, Coulon, Gien, Saint-Goudon, Langesse, Saint-Martin-sur-Ocre, Nevoy, Poilly |
| 3e - Gien        | 5          | Ouzouer-sur-Loire            | Saint-Benoît-sur-Loire, Bonnie, Les Bordes, Bray, Dampierre, Montereau, Le Moulinet, Ouzouer-sur-Loire |
| 3e - Gien        | 5          | Sully                        | Saint-Aignan-le-Jaillard, Cerdon, Saint-Florent, Guilly, Ides, Lion, Saint-Père, Sully, Viglain, Villemurlin |
| 4e - Orléans     | 14         | Beaugency                    | Bault et Villeneuve, Beaugency, Cravant, Lailly et Moncay, Messas, Tavers, Villorceau |
| 4e - Orléans     | 14         | Châteauneuf                  | Saint-Aignan-des-Guès, Bouzy, Châteauneuf, Chenoy, Combreux, Germigny-des-Prés, Saint-Martin-d'Abat, Sechebrières, Sury-aux-Bois, Vitry-aux-Loges |
| 4e - Orléans     | 14         | Chécy                        | Baigny, Bon, Chécy, Combleux, Saint-Denis-de-l'Hôtel, Donnery, Fay-aux-Loges, Ingranne, Saint-Jean-de-Braye, Mardié, Marigny, Semoy, Sully-la-Chapelle, Trainon, Vennecy |
| 4e - Orléans     | 14         | Notre-Dame-de-Cléry          | Dry, Mareau, Mézières, Notre-Dame-de-Cléry-Saint-André |
| 4e - Orléans     | 14         | La Ferté-Saint-Aubin         | Ardon, La Ferté-Saint-Aubin, Jouy-le-Pothier, Ligny-le-Ribaud, Marcilly-en-Vilette, Menestreau, Sennely, Vannes |
| 4e - Orléans     | 14         | Jargeau                      | Darvoy, Férolles, Jargeau, La Queuvre, Neuvy-en-Sullias, Ouvrouer, Sandillon, Sigloy, Tigy, Vienne-en-Val |
| 4e - Orléans     | 14         | Ingré                        | Boulav, Bussy (Saint-Liphard), Chaingy, La Chapelle-Saint-Mesmin, Fleury, Gidy, Ingré, Saint-Jean-de-la-Ruelle, Ormes, Saran |
| 4e - Orléans     | 14         | Méun                         | Saint-Ay, Bacon, Charsonville, Coulmiers, Épiez, Huisseau-sur-Mauve, Méun, Rosières |
| 4e - Orléans     | 14         | Neuville                     | Ambert et Chanteau, Artenay, Bougy, Bourgneuf-de-Loury, Bussy, Cerrecotte, Chevilly, Saint-Germain, Saint-Lié, Lion, Loury, Neuville, Rebrechien, Ruan, Trinay, Villerault |
| 4e - Orléans     | 14         | Olivet                       | Saint-Cyr-en-Val, Saint-Denis-en-Val, Saint-Hilaire Saint-Mesmin, Saint-Jean-le-Blanc, Saint-Nicolas-Saint-Mesmin, Olivet, Saint-Privé |
| 4e - Orléans     | 14         | Orléans (1er arrondissement) | La ville d'Orléans est divisée en trois arrondissements de justices de paix : le premier comprend la partie orientale de la ville, le sixième arrondissement extra-muros dit du Nord, et le septième dit de l’Est |
| 4e - Orléans     | 14         | Orléans (2e arrondissement)  | Le deuxième arrondissement de la ville d'Orléans comprend la partie méridionale, le deuxième arrondissement et le cinquième arrondissement extra muros |
| 4e - Orléans     | 14         | Orléans (3e arrondissement)  | Le troisième arrondissement d'Orléans comprendra partie du troisième arrondissement et du quatrième arrondissement |
| 4e - Orléans     | 14         | Patay                        | Bricy, La Chapelle-Ozerain, Coinces, Creusy, Gemigny, Huetre, Nids, Patay, Saint-Peravy-la-Colombe, Rouvray-Sainte-Croix, Saint-Sigismond, Sougy, Tournoisy, Villambiain, Villeneuve-sur-Cosny |